# Pont de Port-Galland
Le pont de Port-Galland est un pont routier qui traverse la rivière d'Ain et relie la commune de Loyettes à Port-Galland, hameau de Saint-Maurice-de-Gourdans, dans le département de l'Ain.

## Histoire

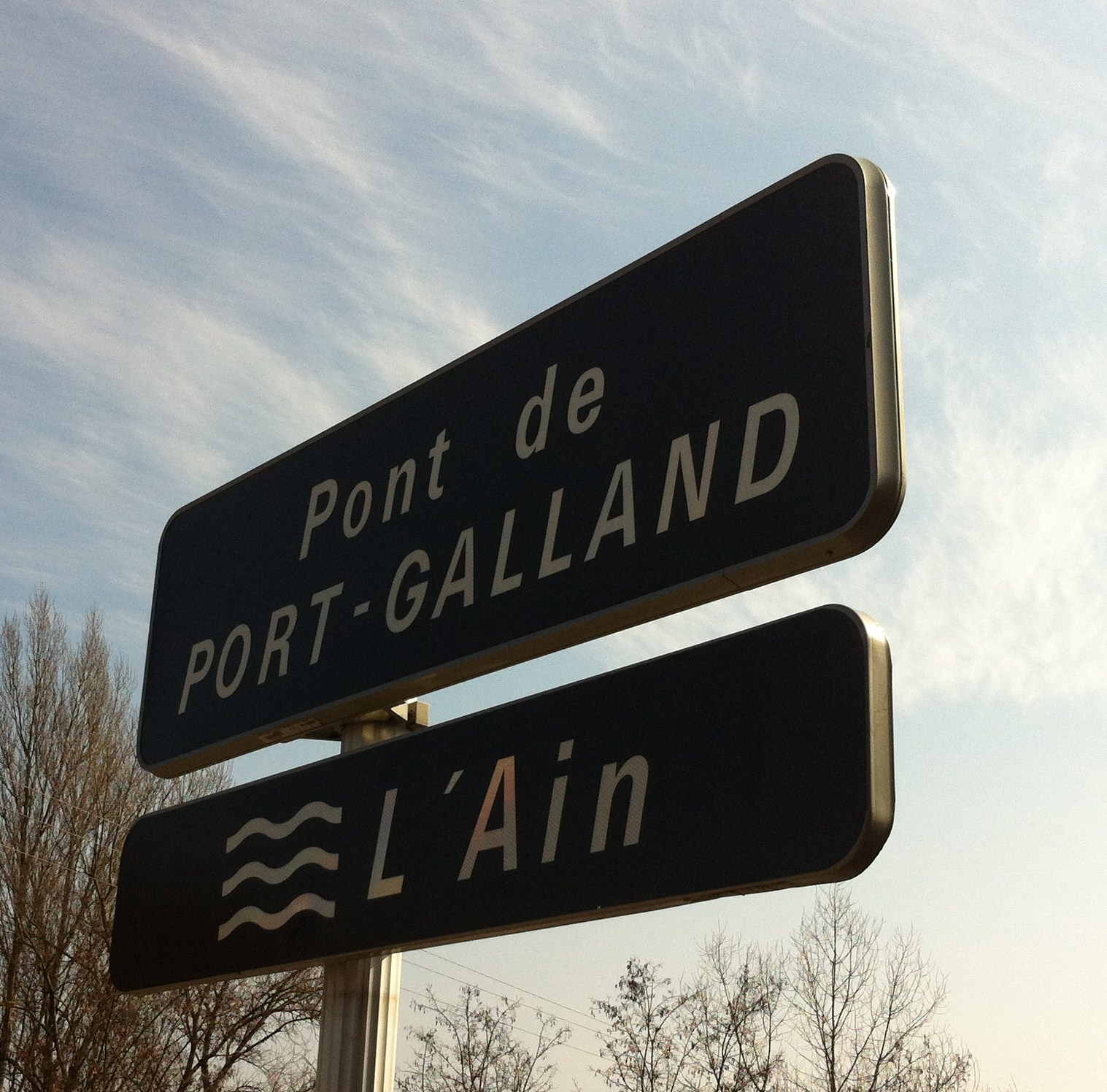
Panneau du pont.

Le 1er septembre 1944, lors de la bataille de Meximieux, à la suite de la destruction du pont de Chazey par les Allemands, d'importants combats se déroulent à Port-Galland et à Saint-Maurice-de-Gourdans.pour la prise du pont. La compagnie Martin des maquis de l'Ain participe également à la défense du pont que les Allemands ne parviendront finalement pas à prendre.